# Anvin
Anvin é uma comuna francesa na região administrativa de Altos da França, no departamento de Pas-de-Calais. Estende-se por uma área de 7,83 km². Em 2010 a comuna tinha 777 habitantes (densidade: 99,2 hab./km²).